# درد خیالی
درد خیالی یا درد فانتوم (به انگلیسی: Phantom Pain) احساسی است یک شخص در رابطه با اندام یا عضوی که به‌طور فیزیکی جزئی از بدن نیست، تجربه می‌کند. از دست دادن اندام می‌تواند یا نتیجهٔ قطع‌شدن عضو یا نقص خدادادی اندام باشد. با این وجود، احساس اندام خیالی می‌تواند به دنبال جدا شدگی عصبی یا آسیب نخاعی نیز رخ دهد.
بیشتر احساساتی خیالی که ثبت شده‌اند بعد از قطع شدن یک بازو یا یک پا بوده‌اند، اما ممکن است به دنبال از بین بردن پستان، دندان یا اندام داخلی نیز رخ دهد. درد اندام خیالی، احساس کردن دردی است که در اندام غایب یا بخشی از اندام رخ می‌دهد. احساس درد در افراد متفاوت است.
احساس اندام خیالی هر پدیده حسی (به جز درد) است که در یک اندام غایب یا بخشی از اندام احساس می‌شود. بر اساس شناخته‌ها، حداقل ۸۰٪ از افراد قطع عضو شده در زمانی از دوران زندگی شان احساس خیالی را تجربه می‌کنند. بعضی از این افراد سطحی از این درد خیالی را تجربه می‌کنند و این حس را در اندام از دست رفته تا آخر عمر احساس می‌کنند.تاکنون درمان قطعی برای درد اندام فانتوم یافت نشده‌است و روش‌های درمانی استفاده شده بهبود قابل توجهی از خود نشان نداده‌اند.
اصطلاح اندام خیالی نخستین بار توسط متخصص اعصاب و روان آمریکایی سایلس ویر میچل (Silas Weir Mitchell) در سال ۱۸۷۱ ابداع شد. میچل توضیح داد «هزاران اندام روحی (اشاره به اندام خیالی) وجود دارند که سربازان خوب را اذیت می‌کنند وهر از گاهی آنها را عذاب می‌دهند». اگر چه اولین بار، در سال ۱۵۵۱، جراح نظامی فرانسه، آمبرویز پاره، اولین مستندات مربوط به درد اندام خیالی با گزارش اینکه «بیمارانی هستند که مدت طولانی پس از قطع عضو، می‌گویند که آنها هنوز هم در قسمت قطع عضو احساس درد می‌کنند» ثبت کرد.

## علائم و نشانه‌ها
درد خیالی شامل احساساتی از درد است که در قسمتی از بدن که قطع عضو شده یا به نوعی از بین رفته حس می‌شود.
علائم آن عبارتند از: اوج درد در چند روز اول قطع عضو. یا به صورت مقطعی می‌باشد و گاهی اوقات درد وجود دارد و گاهی اوقات وجود ندارد یا اینکه به صورت مداوم وجود دارد. اغلب دورترین بخش از اندام قطع شده را بیشتر تحت تأثیر قرار می‌دهد، مانند نوک پای یک ران قطع شده را تحت تأثیر قرار می‌دهد. ممکن است با توصیفاتی نظیر تیر کشیدن، احساس چاقو خوردن، خسته کننده، فشار آور یا سوزناک توصیف شود. گاهی اوقات احساس می‌شود که اندام خیالی در حالت ناخوشایند و دردناکی قرار دارد. ممکن است با فشار به قسمت باقی مانده از آن اندام یا فشارهای روحی این درد تشدید شود.

### انواع
انواع مختلفی از این احساسات وجود دارند که ممکن است حس شوند:
- احساسات مربوط به وضعیت اندام خیالی، طول و حجم (برای مثال، احساس اینکه اندام خیالی دقیقاً مانند یک اندام معمولی رفتار می‌کند مانند نشستن با خم شدن زانو یا احساس اینکه اندام خیالی به اندازه اندام دیگر سنگین است) گاهی، یک فرد اندام از دست داده حسی به نام «تلسکوپینگ» (احساس اینکه اندام خیالی به تدریج با گذشت زمان کوتاه‌تر می‌شود) را تجربه می‌کند.
- احساس حرکت (به عنوان مثال احساس حرکت پای خیالی).
- احساس لمس، دمای عضو قطع شده، فشار و خارش. بسیاری از افراد قطع عضو شده از احساس گرما، سوزن سوزن شدن، خارش و درد خبر می‌دهند.

## آسیب‌شناسی
همهٔ اساس عصبی و مکانیزم‌های درد اندام خیالی از نظریه‌ها و مشاهدات تجربی گرفته شده‌است. شناخت کمی دربارهٔ مکانیزم واقعی ایجاد درد خیالی وجود دارد، و بسیاری از نظریه‌ها همپوشانی دارند. در گذشته تصور می‌شد که دردهای خیالی، ناشی از نوروماهای واقع در مکان قطع عضو هستند. نوروماهای آسیب زا، یا آسیب‌های عصبی غیر توموری، غالباً ناشی از جراحی‌ها و ناشی از رشد غیرطبیعی فیبرهای عصبی آسیب دیده‌است. اگرچه نوروماهای قطع شده به دردهای خیالی کمک می‌کنند، اما این تنها علت نیست. این امر به این دلیل است که بیماران مبتلا به نقص عضو مادرزادی می‌توانند گاهی اوقات، هرچند به ندرت، دردهای خیالی را تجربه کنند. این نشان می‌دهد که بازنمایی مرکزی اندام، عامل این احساسات دردناک است. در حال حاضر، تئوری‌ها بر اساس مسیرهای عصبی تغییر یافته و سازماندهی مجدد قشری است.

### مکانیزم‌های مربوط به دستگاه عصبی پیرامونی
نوروماهایی که در انتهای عصب مجروح در محل بریده شده ایجاد می‌شوند، قادر به تولید غیرطبیعی پتانسیل عمل هستند و در گذشته تصور می‌شد که علت اصلی دردهای اندام خیالی است. اگرچه نوروماها می‌توانند در بروز دردهای خیالی نقش داشته باشند، اما حتی با استفاده از داروهای مسدود کننده هدایت در دستگاه عصبی پیرامونی، درد کاملاً از بین نمی‌رود. تحریک فیزیکی نوروما می‌تواند فعالیت فیبر C را افزایش دهد، در نتیجه باعث افزایش درد خیالی می‌شود، اما درد همچنان بعد از اینکه نوروماها ایجاد پتانسیل عمل را متوقف کردند نیز ادامه پیدا می‌کند. به نظر می‌رسد دستگاه عصبی پیرامونی نهایتاً در حد ماژوله کردن روی درد اثر می‌گذارد.

### مکانیزم ستون فقرات
علاوه بر مکانیزم‌های مربوط به دستگاه عصبی پیرامونی، مکانیسم‌های ستون فقرات نقش تأثیرگذاری در دردهای خیالی دارند. آسیب عصب پیرامونی می‌تواند منجر به تخریب فیبرهای C در شاخ پشتی (به انگلیسی: Dorsal Horn) نخاع شود و در نتیجهٔ آن فیبرهای A ممکن است در همان لایه شاخه خاتمه یابند. اگر این اتفاق بیفتد، ورودی فیبر A را می‌توان به عنوان محرک‌های مضر گزارش کرد. ماده P، درگیر در انتقال سیگنال‌های درد، معمولاً توسط الیاف Aδ و C بیان می‌شود، اما بعد از آسیب اعصاب دستگاه عصبی پیرامونی، ماده P توسط الیاف Aβ بیان می‌شود. این منجر به فشار بیش از حد نخاع می‌شود، که معمولاً فقط در صورت وجود محرکهای مضر ایجاد می‌شود. از آنجا که بیماران مبتلا به آسیب کامل نخاع، درد خیالی را تجربه کرده‌اند، باید یک مکانیزم مرکزی اساسی وجود داشته باشد که مسئول ایجاد دردهای خیالی باشد.

### مکانیزم‌های مرکزی
در شرایط عادی، مدار ژنتیکی تعیین شده در مغز تا حد زیادی در طول زندگی پایدار می‌ماند. تا حدود ۳۰ سال پیش تصور می‌شد که هیچ مدار عصبی جدیدی در مغز پستانداران بالغ ایجاد نمی‌شود. به تازگی، مطالعات F_MRI در افراد قطع عضو شده نشان داده‌است که تقریباً همه بیماران جابجایی قشر حرکتی (به انگلیسی: Motor Cortex) را تجربه کرده‌اند. بیشتر جابجایی قشر حرکتی به شکل جابجایی رو به پایین (از روی مدل Cortical Homonculus) از بخش مربوط به دست به بخش مربوط به صورت و مخصوصاً ناحیه لب‌ها بوده‌است. گاهی اوقات این جابجایی رو به پایین نبوده و به صورت جانبی حرکت کرده و به بخش همان طرف وجود دارد. در بیماران مبتلا به درد اندام خیالی، جابجایی بخش‌های حسی و حرکتی به اندازه ای بزرگ بود که باعث شد حتی با جابجایی لب‌ها بخش‌های مغزی مربوط به دست به سمت لب جابجا شوند. همچنین مشاهده شده‌است که ارتباط بسیار قوی و مستقیمی بین مقدار دردی که فرد حس می‌کند و مقداری که بخش‌های مربوط به دست‌ها در ناحیه حسی (به انگلیسی: Somatosensory Cortex) و حرکتی به سمت لب جابجا شده‌اند وجود دارد. علاوه بر این مشاهده شده که پس از افزایش میزان درد در افرادی که دچار قطع عضو در اندام بالایی (به انگلیسی: upper limb) بودند میزان جابجایی نواحی مغزی مربوط به صورت نیز در این افراد بیشتر بوده‌است. چندین تئوری وجود دارد که سعی در توضیح چگونگی برداشت قشر در قطع عضو شدگان دارند، اما هیچ‌یک از آنها تا حد زیادی پشتیبانی نشده‌اند.

### ماتریس عصبی
تئوری ماتریس عصبی بیان می‌کند که یک شبکه گسترده وجود دارد که تالاموس را به قشر مغز (به انگلیسی: Cortex) و قشر مغز را به دستگاه کناره ای (به انگلیسی: limbic system) متصل می‌کند. این تئوری از محدوده جسم خارج می‌شود و مفاهیمی مانند هوشیاری آگاهانه شخص از خودش را وارد بحث می‌کند. این نظریه بیان می‌کند که هوشیاری آگاهانه و درک خود در مغز از طریق الگوهایی ساخته می‌شوند که ورودی‌های این الگوها می‌توانند با ادراکات مختلف تغییر کنند. این شبکه به صورت ژنتیکی و از پیش تعیین شده‌است و در طول عمر یک نفر به وسیلهٔ اطلاعات حسی مختلف تغییر می‌کند و یک امضای عصبی برای آن شخص می‌سازند. این امضای عصبی مربوط به بخش‌های مختلف بدن است که مشخص می‌کند که این عضو چگونه درک می‌شود. سیستم‌های ورودی به امضای عصبی به‌طور کلی شامل ۳ بخش هستند، سیستم حسی، سیستم کناره ای و ThalamoCortical. این تئوری سعی در بررسی فعالیت‌هایی دارد که با درد مرتبط هستند و در نهایت به احساس درد خیالی منتهی می‌شوند. ممکن است این اتفاق که حتی بعد از قطع عضو هم امضای عصبی اعضای مختلف بدن از بین نمی‌رود دلیل احساس خیالی و درد خیالی باشد. درد خیالی ممکن است به دلیل تغییر غیرعادی ماتریس عصبی به یک حالت دیگر که از قبل وجود داشته‌است ایجاد شود.
عدهٔ زیادی مخالف این تئوری هستند. چرا که این تئوری در توجیه دلیل اینکه چرا رهایی از احساس خیالی باعث رهایی از درد خیالی نمی‌شود ناتوان است. همچنین این تئوری مشخص نمی‌کند که چطور ممکن است در یک لحظه درد برای همیشه در بیمار از بین برود یا این که چرا برخی از افراد اصلاً این درد را تجربه نمی‌کنند. علاوه بر این یک ضعف دیگر که این تئوری دارد این است که تمام زوایای این درد را به خوبی بررسی نمی‌کند و همچنین آزمایش کردن این تئوری از نظر تجربی کاری بسیار دشوار مخصوصاً در حالاتی که احساس خیالی وجود دارد و نه درد خیالی.

## درمان
روش‌های متنوعی برای درمان «درد خیالی» استفاده شده‌است. دکترها از تجویز دارو برای کاهش درد استفاده می‌کنند. مشخص شده برخی داروهای ضد افسردگی یا ضد صرع در کاهش درد خیالی مؤثر بوده‌اند. روش‌های فیزیکی معمول مانند ماساژ آرام، تحریک الکتریکی و درمان با گرما و سرما (به انگلیسی: hot and cold therapy) هم برای درمان استفاده شده‌اند که نتایج متغیری دربرداشته‌اند.
تحقیقات در جهت یافتن روش‌های درمان درد خیالی به‌طور فعالانه ادامه دارد. بیشتر روش‌های درمانی، مکانیسم‌های اصلی درد خیالی را درنظر نمی‌گیرند، بنابراین بی اثر هستند. اگرچه تعدادی روش درمانی وجود دارد که درد را در برخی از بیماران کاهش داده، اما معمولاً میزان موفقیت این درمان‌ها کمتر از ۳۰٪ است. توجه به این نکته مهم است که این میزان موفقیت از اثر دارونما تجاوز نمی‌کند. همچنین باید این موضوع را درنظر گرفت که از آن جا که میزان تغییر شکل قشر متناسب با درد خیالی است، هرگونه آشفتگی در مناطق قطع شده ممکن است درک درد را افزایش دهد.

### آینه درمانی

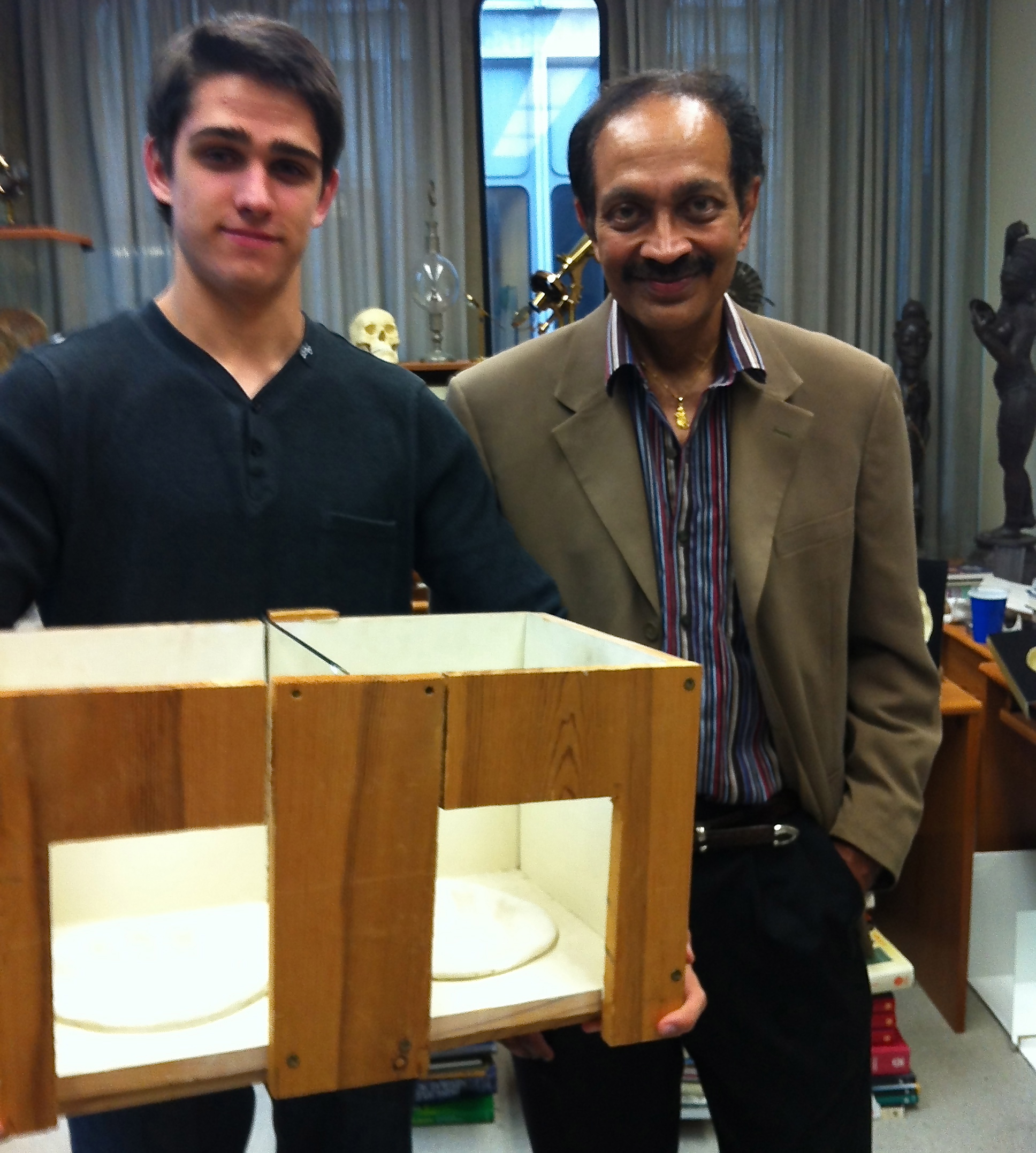
Ramachandran (right) with his original mirror box

درمان با جعبه آینه (به انگلیسی: mirror box) با القای حس لامسه و جفت کردن مسیر حرکتی بین اندام خیالی و اندام واقعی باعث ایجاد توهمات حرکتی و لمس در اندام خیالی می‌شود. بسیاری از بیماران در نتیجه گرفتگی اندام خیالی درد بسیاری تجربه می‌کنند و از آن جایی که اندام‌های خیالی تحت کنترل داوطلبانه نیستند بی‌حسی غیرممکن می‌شود. این نظریه پیشنهاد می‌کند که اندام خیالی احساس فلج کند زیرا هیچ بازخوردی از اندام خیالی به مغز وجود ندارد تا در غیر این صورت به آن اطلاع دهد. Vilayanur S. Ramachandran معتقد است اگر مغز بازخورد تصویری حاصل از حرکت کردن دریافت کند، اندام خیالی از حالت فلج خارج خواهد شد.
اگرچه آینه درمانی در بعضی از مواقع مؤثر واقع شده اما هنوز نظریه ای در مورد چگونگی عملکرد آن پذیرفته نشده. با توجه به مقاله ای در سال ۲۰۱۷ که طیف گسترده‌ای از مطالعات مربوط به آینه درمانی را بررسی کرده: شواهد تحقیق نمایانگر کاهش درد مزمن پس از یک دوره درمان چهار هفته‌ای با آینه درمانی می‌باشد.
این روش موانع مصرف و اثرات جانبی کمی در پی دارد. مکانیسم عملکرد آینه درمانی هنوز به‌طور قطعی مشخص نشده‌است، اما این روش می‌تواند با ادغام اطلاعات حسی و حرکتی در مغز بیمار و کامل کردن تصویر ذهنی او از بدنش، از درد بیمار بکاهد. شواهد بالینی اثر بخشی آینه درمانی بسیار دلگرم کننده است اما هنوز با قاطعیت نمی‌توان دربارهٔ آن سخن گفت. با این وجود، این روش، درمانی ارزان، بی‌خطر و آسان برای بیمار است.
تحقیقات کمی قبل از سال ۲۰۰۹ در مورد آینه درمانی منتشر شده و بیشتر تحقیقات از آن زمان تا کنون با کیفیت کم انجام شده. طبق یک بررسی در سال ۲۰۱۸ از میان ۱۱۵ نشریه که در بین سال‌های ۲۰۱۲ تا ۲۰۱۷ درمورد استفاده از آینه درمانی برای درمان درد خیالی منتشر شده‌اند، تنها ۱۵ مطالعه نتایج علمی قابل اتکا دارند. داوران، از این ۱۵ مطالعه نتیجه گرفتند: به نظر می‌رسد آینه درمانی در تسکین درد خیالی، کاهش شدت و مدت زمان درد روزانه مؤثر است. این یک درمان ساده، معتبر و ارزان برای درد خیالی است.

### دارو درمانی
تکنیک‌های دارویی اغلب همراه با سایر گزینه‌های درمانی ادامه می‌یابد. دوز داروهای مورد نیاز در مورد درد معمولاً در هنگام ترکیب با سایر روشها کاهش می‌یابد، اما به ندرت کاملاً قطع می‌شود. داروهای ضد افسردگی سه حلقه ای، مانند آمی تری پتیلین و مسدود کننده‌های کانال سدیم، به‌طور عمده کاربامازپین، اغلب برای تسکین دردهای مزمن استفاده می‌شوند، و اخیراً در تلاش برای کاهش دردهای خیالی استفاده شده‌است. تسکین درد نیز ممکن است با استفاده از مواد مخدر، کتامین، کلسیتونین و لیدوکائین حاصل شود.

### تحریک قسمت‌های عمقی مغز
تحریک عمق مغز یک روش جراحی است که برای کاهش درد خیالی بیماران استفاده می‌شود. قبل از جراحی، بیماران تحت تکنیک‌های تصویربرداری عملکردی مغز مانند اسکن PET و MRI عملکردی قرار می‌گیرند تا بتوانند مسیر مناسبی از منشأ درد را مشخص کنند. سپس جراحی تحت بی‌حسی موضعی انجام می‌شود، زیرا به بازخورد بیمار در طول عمل نیاز است. در مطالعه انجام شده توسط Bittar et al و همکارانش، یک الکترود با فرکانس رادیویی (به انگلیسی: radiofrequency electrode)با چهار نقطه تماس روی مغز قرار گرفت. هنگامی که الکترود در محل قرار گرفت، مکان تماس با توجه به جایی که بیمار بیشترین تسکین را از درد احساس می‌کرد کمی تغییر کرد. پس از مشخص شدن محل تسکین حداکثر، الکترود کاشته شد و به جمجمه ایمن شد. بعد از عمل جراحی اولیه، یک عمل جراحی ثانویه تحت بیهوشی عمومی انجام شد. برای تحریک الکترود، یک مولد پالس زیر جلدی درون یک محفظه در زیر ترقوه گذاشته شد. مشخص شد که هر سه بیمار مورد مطالعه، از تحریک عمیق مغز، کاهش درد رضایت بخش داشتند. درد کاملاً از بین نرفته بود، اما شدت آن بیش از ۵۰٪ کاهش یافته بود و مولفه سوزش کاملاً از بین رفته بود.

## همه‌گیرشناسی
درد اندام خیالی و احساس اندام خیالی با یکدیگر در ارتباط هستند، اما باید از یکدیگر متمایز شوند. در حالی که احساسات اندام خیالی توسط افرادی که دچار نقص مادرزادی اندام و آسیب نخاعی و قطع عضو هستند، وجود دارد. درد اندام خیالی تقریباً منحصراً در نتیجه قطع عضو رخ می‌دهد. تقریباً ۹۰–۹۸٪ از بیماران بلافاصله پس از قطع عضو گزارش داده‌اند که احساس خیالی دارند. تقریباً ۷۵٪ از افراد به محض از بین رفتن بیهوشی، درد خیالی و احساس خیالی را تجربه می‌کنند و ۲۵٪ باقی مانده از بیماران آن را در طی چند روز یا چند هفته تجربه می‌کنند. از بین کسانی که احساسات بدون درد را تجربه می‌کنند، افراد زیادی احساسات دردناک را نیز تجربه کرده‌اند.
طبق مشاهدات سن و جنسیت روی ظهور یا مدت زمان درد خیالی تأثیر خاصی ندارند. اگر چه این موضوع به‌طور کامل و دقیق بررسی نشده، یک تحقیق در مورد قطع عضو روی اندام پایینی نشان داد که با کاهش طول جای زخم (محلی که بعد از قطع عضو باقی می‌ماند) درد متعادل یا شدید بیشتر مشاهده شده‌است.